# Hiram Abiff

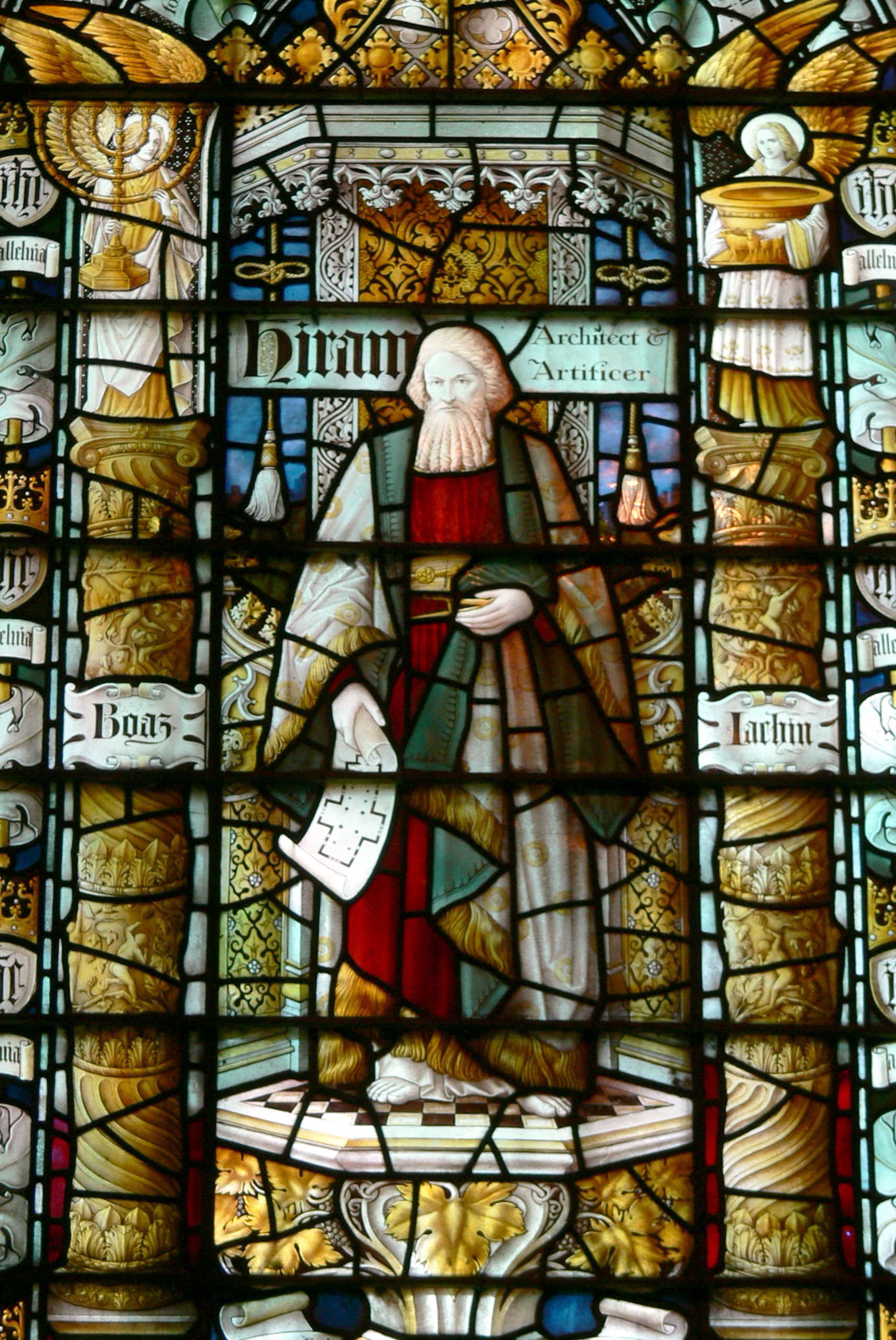
Architect Hiram, St. John's Church, Chester (1900).

Hiram Abiff, ook wel bekend als Hiram Abif, Adoniram, of de zoon van de weduwe, staat centraal in een symbolisch verhaal dat aan alle aspirant-leden wordt verteld tijdens de derde graad van de vrijmetselarij. Hij wordt gepresenteerd als de voornaamste architect van Tempel van Salomo. Hiram wordt tragisch vermoord in deze tempel door drie verraders, die er niet in slagen de waardevolle geheimen van de Meester Metselaars van hem te verkrijgen. Deze allegorie draait om de essenties van loyaliteit en de onvermijdelijkheid van de dood.

## De maçonnieke legende van Hiram Abiff

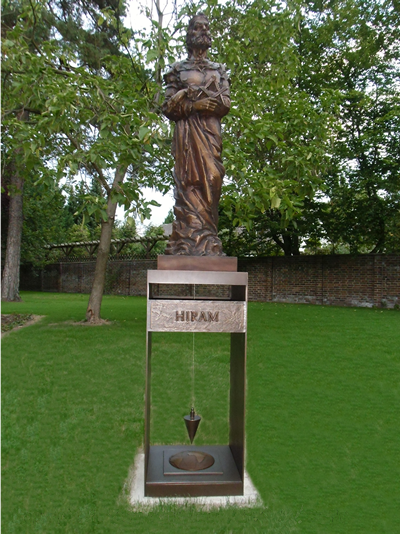
Bronzen beeld van Nickolaus-Otto Kruch, Berlijn, Duitsland (2013).

De legende van Hiram Abiff, een verhaal centraal in de Anglo-Amerikaanse vrijmetselarij voor de Derde Graad, vond zijn oorsprong in de vroege jaren 1720. Het begint met zijn aankomst in Jeruzalem en zijn aanstelling door koning Salomo als hoofdarchitect en meester van de bouwwerken aan de tempel. Terwijl de tempel bijna af is, vallen drie mede-metselaars hem aan wanneer hij het bouwterrein verlaat, in hun zoektocht naar de geheimen van een meester-metselaar. Hiram wordt achtereenvolgens door elk van hen uitgedaagd en telkens als hij weigert informatie te delen, slaan ze hem met een metselaarsgereedschap (deze verschilt per regio). De eerste twee aanvallers verwonden hem, en de laatste brengt hem om het leven. Zijn lichaam wordt verstopt onder puin en 's nachts buiten de stad begraven, gemarkeerd met een takje acacia. Toen de meester de volgende dag niet verscheen, stuurde Salomo een groep mede-metselaars om hem te zoeken. Het losse takje acacia werd per ongeluk ontdekt, en het lichaam werd opgegraven voor een passende begrafenis. Ook de schuilplaats van de "drie belagers" werd gevonden, en zij werden ter verantwoording geroepen. Salomo deelde mee dat het geheime woord van een meester-metselaar verloren was gegaan en verving het met een ander woord dat geheim is onder metselaars.
In de Continentale Vrijmetselarij verschilt het verhaal iets: meerdere meester-metselaars (niet alleen Hiram) werkten aan de Tempel, en de drie belagers zochten naar wachtwoorden en tekens die hen een hogere status zouden geven. Het resultaat bleef hetzelfde, maar dit keer vonden de Meester Metselaars het lichaam. De geheimen gingen niet verloren, maar Salomo gaf opdracht om ze onder de Tempel te begraven, met een inscriptie op Hiram's graf, en voerde dezelfde vervanging door als een teken van respect. De geheimen die in de andere traditie als 'verloren' werden beschouwd, werden hier aan nieuwe Meester Metselaars gegeven als onderdeel van hun ritueel. In deze versie werd Hiram vaak Adoniram genoemd.

### Historische oorsprong van de legende
Veel voorgestelde oorsprongen van het verhaal van de vrijmetselaar Hiram Abiff zijn verworpen door de meeste historische en kritische vrijmetselaarsgeleerden. Een vooraanstaande theorie, gesteund door vele historische vrijmetselaars, werd naar voren gebracht door de Franse masonicus Paul Naudon in 2005. Hij benadrukte de gelijkenis tussen de dood van Hiram en de moord op Renaud de Montauban in de late 12e-eeuwse chanson de geste, "The Four Sons of Aymon". Renaud, vergelijkbaar met Saint Reinold, werd gedood door een hamerslag op zijn hoofd terwijl hij als metselaar aan de Keulse Dom werkte. Zijn lichaam werd verstopt door zijn moordenaars voordat het wonderbaarlijk herontdekt werd.
In 2021 publiceerde Christopher Powell een paper in het tijdschrift van de Quatuor Coronati Lodge, de Ars Quatuor Coronatorum, waarin hij betoogt dat John Theophilus Desaguliers waarschijnlijk het verhaal van Hiram Abiff heeft bedacht in de vroege jaren 1720 en het heeft geïntroduceerd in de Meester-Metselaarsgraad. Powell merkt op dat Desaguliers ook het aspect van het "verloren woord" van de Royal Arch-graad introduceerde, waarschijnlijk gelezen in zijn bezit van het boek getiteld "The Temple of Solomon, portrayed by Scripture-light." Het woord moest eerst verloren zijn om gevonden te worden, vandaar het verhaal van Hiram Abiff. Powell stelt dat Desaguliers, als Fransman woonachtig in Engeland, bekend was met de chanson de geste-legende en dit als basis gebruikte voor het verhaal van Hiram Abiff. Hij argumenteert echter dat in plaats van een ritueel dat teruggaat tot de 12e eeuw, Desaguliers deze bestaande mythe gebruikte om een centraal verhaal te creëren voor de nieuw opgerichte Meester-Metselaarsgraad, waarvoor geen bewijs bestaat vóór 1720.

## Hirams in de Bijbel
In de Hebreeuwse Bijbel of het Oude Testament zijn er drie afzonderlijke gevallen van mensen genaamd Hiram die betrokken waren bij de bouw van de tempel van Salomo:
- Hiram, koning van het rijk Tyrus (vandaag, in het moderne land Libanon), wordt in 2 Samuel 5:11 en 1 Koningen 5:1–10 genoemd als degene die bouwmaterialen en arbeiders stuurde voor de oorspronkelijke bouw van de Tempel in Jeruzalem. In het vrijmetselaarsdrama wordt "Hiram, koning van Tyrus" duidelijk onderscheiden van "Hiram Abiff". De eerste is duidelijk een koning en de laatste duidelijk een meester-vakman. Ze kunnen in andere contexten verward worden.
- In 1 Koningen 7:13–14 wordt Hiram beschreven als de zoon van een weduwe uit de stam van Naftali, die de zoon was van een Tyrische bronswerker, door Salomo gezonden om het bronzen meubilair en sierlijke decoraties voor de nieuwe tempel te gieten. Vanuit deze referentie verwijzen vrijmetselaars vaak naar Hiram (met de toegevoegde Abiff) als "de zoon van de weduwe". Hiram goot deze bronzen stukken op een kleivlakte in de vlakte van de Jordaan tussen Succoth en Zarethan/Zeredathah (1 Koningen 7:46–47).
- 2 Kronieken 2:13–14 vertelt over een formele vraag van koning Salomo van Jeruzalem aan koning Hiram I van Tyrus voor arbeiders en materialen om een nieuwe tempel te bouwen. Koning Hiram (Huram in Kronieken) antwoordt: "Nu heb ik een kundig man gezonden, begiftigd met begrip, Ḥuram 'abi. (de zoon van een vrouw uit de dochters van Dan, en zijn vader was een man uit Tyrus), bedreven in het werken met goud, zilver, brons, ijzer, steen, hout, purper, blauw en fijn linnen en karmozijnrood, en om graveerwerk te maken en elk ontwerp uit te voeren dat hem wordt gegeven, samen met uw kundige mannen en de kundige mannen van mijn heer David, uw vader." De hierboven cursief gemaakte zin wordt in de New King James Version vertaald als "Huram, mijn meester-vakman". De meeste vertalingen van deze passage nemen het "'ab-" in "'abi" als de construct state van 'abba, hier vertaald als meester. Oudere vertalingen gaven de voorkeur aan de vertaling van "'ab-" als vader. De gangbare vertaling van het -i achtervoegsel is "mijn", wat leidt tot de problematische lezing dat Hiram zijn eigen vader, ook Hiram genoemd, stuurde. Dit wordt gevonden in de Vulgaat, de Douay–Rheims Bible en in Wycliffe's Bible. De andere lezing is als de oude Hebreeuwse genitief, en een variant van "van mijn vader" wordt gevonden in de Septuagint, de Bishop's Bible en de Geneva Bible. In zijn "Constitutiones" uit 1723 verklaarde James Anderson dat veel problemen met deze tekst zouden worden opgelost door "'abi" te lezen als het tweede deel van een eigennaam, wat hij vertaalde als "Hiram Abif", in overeenstemming met de vertalingen van Martin Luther en Miles Coverdale's lezing van 2 Kronieken 4:16.

## Andere verslagen van een bijbelse Hiram
In zijn werk "Oude geschiedenis van de Joden" (Hoofdstuk 8:76) noemt Flavius Josephus Hiram een ambachtsman, door hem τεχνίτης, tekhnítēs, genoemd. Hij beschrijft hoe Salomo een vakman genaamd Hiram uit Tyrus liet komen. Hiram was afkomstig van de stam van Naftali via zijn moeder (zij behoorde tot die stam), terwijl zijn vader Ur was, afkomstig van de stam van de Israëlieten. Volgens de Targum Sheni, een Aramese commentaar op het Boek Esther geschreven tussen de val van Rome en de Kruistochten, wordt Hiram gecrediteerd voor het maken van een wonderlijke troon voor Salomo, die in de tijd van Esther wordt gebruikt door de nazaten van Cyrus de Grote.

## Latere verslagen van Hiram Abiff
Een uitgebreide versie van de legende verschijnt in Gérard de Nervals verslag uit 1851, "Voyage en Orient". Hier vertelt hij het verhaal en voegt alle geheime vrijmetselaarswachtwoorden toe als onderdeel van het verhaal van Balkis, de "Koningin van de Morgen", en "Suleyman", Prins van de Djinn. Dit is een uitbreiding van de tweede versie hierboven, waar de Meester-Vakman de naam Adoniram draagt. Voordat hij sterft, beleeft hij mystieke avonturen waarbij zijn verhaal verweven wordt met dat van Salomo en Balkis, de koningin van Sheba. De moordenaars die hem doden, handelen onder de instructie van Salomo zelf. De Nerval vertelt het verhaal alsof het in een Oosters koffiehuis gedurende twee weken is verteld. Een soortgelijk verhaal wordt verteld in Charles William Heckethorns "The Secret Societies of all Ages and Countries", waar Salomo van plan is Hiram te vernietigen vanwege de wederzijdse liefde tussen Hiram en de koningin van Sheba. Ondertussen werd in 1862 het hele avontuur van Adonirams liefde voor Balkis en zijn moord door drie arbeiders in dienst van Salomo op muziek gezet in Charles Gounods opera "La reine de Saba".

## Andere theorieën

### Volgorde Tao II

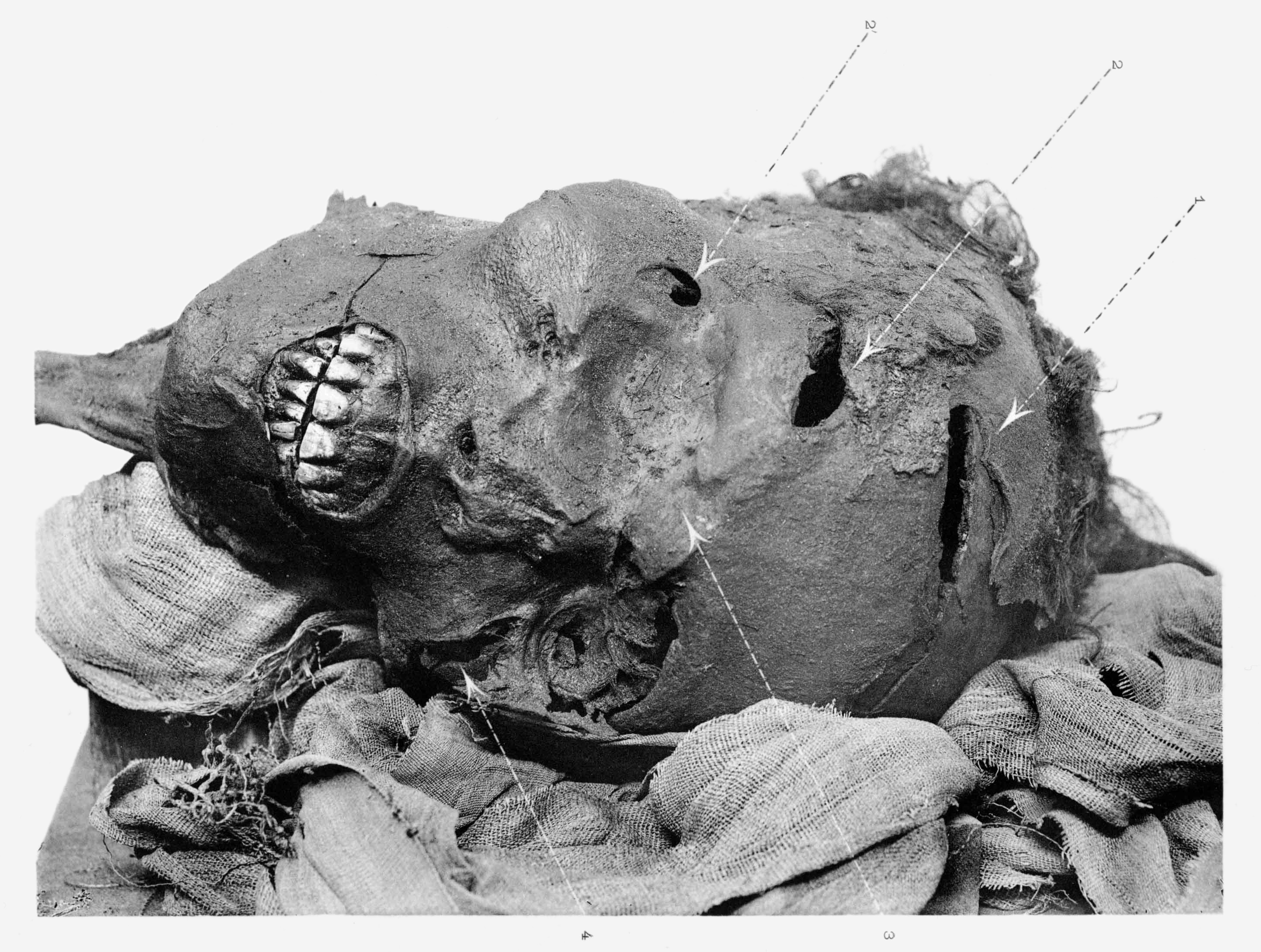
Lomas en Knight beweren dat de wonden van Sequenre Tao II hem een match maken voor Hiram Abiff

Volgens de auteurs Robert Lomas en Christopher Knight was het prototype voor Hiram Abiff de Egyptische koning Seqenenre Tao II, die (zo beweren zij) op vrijwel identieke wijze stierf. Dit idee wordt door de meeste maçonnieke geleerden van de hand gewezen, van wie sommigen de theorie hebben beschreven als 'zeer fantasierijk', maar uiteindelijk een theorie met 'geen historische geldigheid'.

### Dhul-Nun al-Misri
Idries Shah, een Afghaanse geleerde, suggereerde in zijn boek "The Sufis" dat Dhul-Nun al-Misri mogelijk de inspiratiebron was voor het personage Hiram Abiff in het vrijmetselaarsritueel van de Meester Metselaar. Hij oppert dat dit verband mogelijk ontstond via de Soefi-sekte Al-Banna, die betrokken was bij de constructie van de Al-Aqsamoskee  en de Rotskoepel in Jeruzalem. Deze groepering zou invloed kunnen hebben gehad op vroege metselaarsgilden, die veel inspiratie haalden uit Oosterse architectuur bij het vormgeven van de gotische stijl. Anderen, zoals de Duitse oriëntalist Annemarie Schimmel, zijn kritisch over het werk van Shah. Ze geeft aan dat "The Sufis" en zijn andere boeken, volgens haar, vermeden zouden moeten worden door serieuze studenten.